# Liste der Bodendenkmale in Hötensleben
In der Liste der Bodendenkmale in Hötensleben sind alle Bodendenkmale der Gemeinde Hötensleben und ihrer Ortsteile aufgelistet. Grundlage ist die Auflistung von Johannes Schneider aus dem Jahr 1986. Die Baudenkmale sind in der Liste der Kulturdenkmale in Hötensleben aufgeführt.
| Denkmal-ID | Fundart | Ortsteil    | Bezeichnung         | Zeitstellung | Lage                        | Bemerkungen | Bild |
| ---------- | ------- | ----------- | ------------------- | ------------ | --------------------------- | ----------- | ---- |
| ?          |         | Hötensleben | Wasserburg, Schloss |              | Südwestecke des Orts (Lage) |             |      |